# Lothar Beutel
Lothar Benno Hermann Beutel, född 6 maj 1902 i Leipzig, död 16 maj 1986 i Steglitz, var en tysk apotekare och SS-Brigadeführer.

## Biografi
Beutel studerade farmaci, nationalekonomi och konstvetenskap och avlade apotekarexamen. Efter nazisternas maktövertagande 1933 blev han ställföreträdande riksledare för Tysklands apotekare. Beutel inträdde i NSDAP år 1929 och i SS året därpå. Hösten 1932 fick han i uppdrag att organisera Sicherheitsdienst, SS:s säkerhetstjänst, i Sachsen. År 1939 befordrades han till Brigadeführer, den lägsta generalsgraden inom SS.

### Andra världskriget
Den 1 september 1939 anföll Tyskland sin östra granne Polen. I kölvattnet på de framryckande tyska trupperna följde särskilda insatsgrupper, Einsatzgruppen, vilka hade i uppgift att eliminera personer som kunde tänkas leda det polska motståndet, t.ex. politiska aktivister, intelligentia och reservister. Beutel utsågs i september 1939 till chef för Einsatzgruppe IV. Beutel deltog i de initiala förföljelserna av Warszawas judar och påbörjade uppförandet av stadens getto. I Bydgoszcz beordrade han personligen att hundratals judar skulle skjutas i en närbelägen skog. 
Beutel gjorde sig känd för sin korruption och ersattes i oktober 1939 av Josef Meisinger. Beutel greps, degraderades till SS-Mann och internerades i Dachau. Under fälttåget mot Frankrike 1940 ingick han i SS-division Totenkopf och gavs möjligheten att i SS:s ögon rehabilitera sig.
Beutel stred med Waffen-SS i Ungern 1944 och sårades. Han återvände till Berlin, där han i juni 1945 greps och hamnade i sovjetisk krigsfångenskap. Han släpptes 1955 och återvände till Tyskland, där han ånyo var verksam som apotekare.